# Littérature sorabe
La littérature sorabe désigne l'ensemble de la littérature orale et écrite en sorabe (entre tchèque et polonais) ou par les Sorabes,, particulièrement en Lusace, dans une région entre Pologne, Tchéquie et Allemagne.

## Histoire
- Colonisation germanique de l'Europe orientale

### XVIe
- Johannes Aesticampianus (en) (1457-1520)
- Mikławš Jakubica (de) (1480?-1550?), traducteur des saintes écritures
- Caspar Peucer (1525-1602)
- Albin Moller (1541-1618), théologien, écrivain, astrologue, traducteur
- Johannes Bock (de) (Janos Bocatius) [3] (1569-1621)

### XVIIe
- Abraham Frencel (de) (1656-1740)

### XVIIIe
- Jan Boguměr Rychtar (de), De Mathesi Serborum (1738)
- Adam Gottlob Schirach (Hadam Bohuchwał Šěrach, 1724-1773), agronome, apiculteur, écrivain, Méliyyo-theologia (1767)
- Jan Horcanski (1722-1799)
- Jurij Mjen (1727-1785)

### XIXe
- Jan Bohuchwald Dejka (1779-1853) : le premier périodique sorabe Serbski Powedar a Kurer (le conteur et courrier sorabe, 1809-1812)
- Hanzo Njepila (de) (1766-1856), écrivain
- Rudolf Mjen (1767-1841)
- Handrij Zejler (1804-1872), écrivain, poète, journaliste
- Jan Petr Jordan : premier hebdomadaire en sorabe, Jutrnicka (L'étoile du matin (1842), puis Tydzenska Nowina (La gazette hebdomadaire, -1849))
- Jan Arnošt Smoler (1816-1884), écrivain, traducteur, journaliste (Revue de la Macia Serbska et Luzican)
- Jan Radyserb Wjela [4](1822-1907), poète, nouvelliste, romancier
- Michał Hórnik (cs) (1833-1894), linguiste, rédacteur, historien, anthologiste
- Arnošt Muka (1854-1932), linguiste, rédacteur
- Jakub Bart-Ćišinski (1856-1909), prêtre, poète, romancier, dramaturge, rédacteur au Tilleul sorabe (Lipa Serbska)

### Premier XXe
- Mato Kozyk (1853-1940), poète
- Fryko Rocha (1863-1942), poète
- Mikławš Andricki (hsb) (1871-1908), religieux, journaliste, écrivain, essayiste, chroniqueur, nouvelliste
- Mariana Domaskojc (1872-1946), poétesse, dramaturge
- Jakub Lorenc-Zalěski (de) (1874-1939), écrivain, journaliste
- Michał Nawka (ru) (1885-1968), nouvelliste, rédacteur
- Jan Skala (de) (1889-1945), rédacteur, poète
- Jan Lajnerʈ [5] (Johann Leinert, 1892-1974), poète
- Mina Witkojc (1893-1975), poétesse, journaliste
- Jozef Nowak (1895-1978), rédacteur, dramaturge
- Měrćin Nowak-Njechorński (de) (Martin Nowak-Neumann, 1900-1990), rédacteur, reporter, peintre
- Jurij Chěžka (de) (1917-1944), poète

### Second XXe
- Marja Kubašec (en) (1890-1976), romancière
- Jurij Wjela (cs) (1892-1969), dramaturge, romancier
- Pawoł Grojlich (ru) (1908-1992), écrivain, récits
- Jurij Winar (1909-1991), poète
- Anton Nawka (be) (1913-1998), romancier
- Pawol Kmejc (1916-1990), dramaturge
- Jurij Brězan (1916-2006), nouvelliste, romancier, journaliste
- Hanza Bjensowa [6](1919-1999), littérature jeunesse
- Ben Budar (pl) (1928-2011), nouvelliste, romancier
- Madlena Nastyccina, littérature jeunesse
- Petr Malink (?-), dramaturge
- Marja Młynkowa (de) (1934-1971), nouvelliste, romancière
- Jan Wornar (de) (1934-1999), nouvelliste
- Jurij Krawža [7] (1934-1995), nouvelliste
- Jurij Koch (de) (1936-), prosateur, essayiste, écologiste, L'atterrissage des rêves (1982), L'Opéré des yeux (1989)
- Křesćan Krawc (hsb) (1938-), nouvelliste, romancier, essayiste, Que restera-t-il de nous ? (1991)
- Kito Lorenc (de) (1938-2017), poète
- Helmut Rychtaŕ (hsb) (1942-), dramaturge
- Beno Budar (hsb) (1946-), poète
- Marja Krawcec [8](1948-2014), poétesse
- Angela Stachowa (de) (1948-), nouvelliste, Arrivée brutale du froid (1984)
- Tomas Nawke (1949-), poète
- Benedikt Dyrlich (1950-), poète
- Róža Domašcyna (1951-), poétesse
- Jěwa-Marja Čornakec (de) (1959-), nouvelliste

## Auteurs
- Liste d'écrivains en sorabe (en)
- Liste de poètes en sorabe (en)